# Ligue philippine
La Ligue philippine (Liga Filipina) était une organisation philippine d’ordre politique et sociale fondée par José Rizal en 1892 et dissoute en 1893. Ses membres promouvaient la démocratisation et la réforme de la colonie des Philippines, alors incluse dans l’Empire colonial espagnol. La Ligue s’inscrivit plus largement dans le contexte de contestation du pouvoir colonial qui précéda la révolution de 1896-1898.

## Contexte
Les Philippines étaient une colonie de l’Empire espagnol depuis le XVIe siècle. Dans la seconde moitié du XIXe siècle, le développement économique et l’ouverture au commerce mondial de l’archipel permit le développement d’un bourgeoisie prospère et éduquée, mais sans réel pouvoir politique qui était assuré uniquement par les colons. Les injustices du modèle colonial suscitaient la contestation notamment parmi la jeunesse riche et éduquée, les illustrados. Nombre de ces jeunes gens partaient étudier en Europe où ils étaient d’autant plus exposés aux idées des Lumières et des libéraux,.
Dans les années 1970 et 1880 se forma à l’initiative d’étudiants philippins et d’exilés en Espagne la Propaganda, un mouvement dont le but était d’alerter les autorités sur les problèmes de la colonie et de militer pour des réformes politiques et sociales. En particulier, les Propagandistes souhaitaient que les Philippines deviennent une province d’Espagne à part entière, avec une représentation aux Cortes Generales,. Parmi les Propagandistes les plus connus figuraient José Rizal, Marcelo H. del Pilar et Graciano López Jaena.

## Historique

### Création de la Ligue

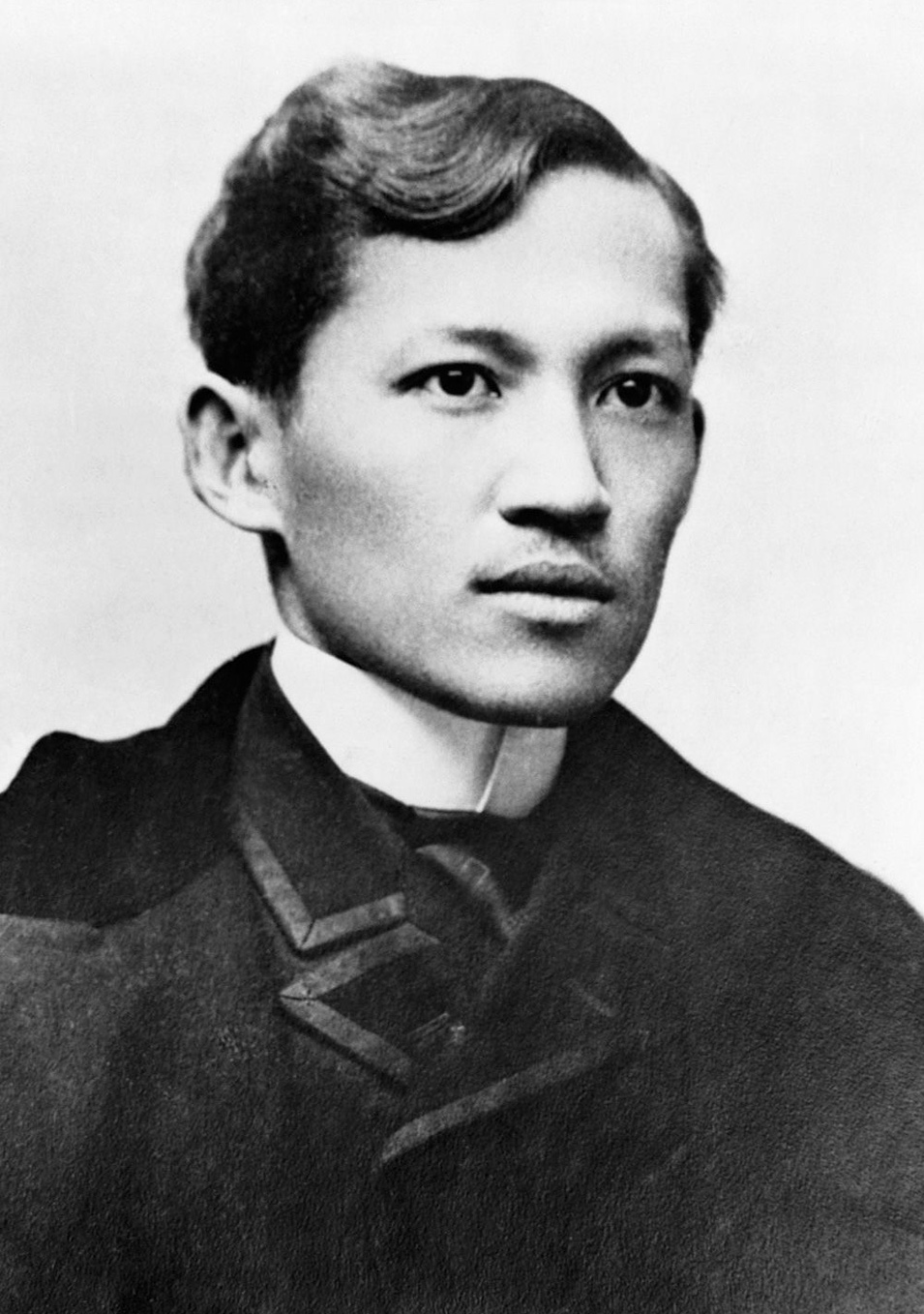
José Rizal, fondateur de la Ligue.

Après dix ans passés en Europe, où il anima la Propaganda, ainsi qu’à Hong Kong, José Rizal rentra aux Philippines le 26 juin 1892. Plusieurs raisons motivèrent sa décision. En premier lieu, la Propaganda échoua à obtenir des réformes et trouva une audience limitée sur l’archipel en raison de la censure et de l’utilisation de l’espagnol, langue peu pratiquée par la population ; Rizal pensait ainsi nécessaire de porter le combat réformiste aux Philippines,,. De plus, sa famille se trouvait sous la menace de perdre leur domaine agricole. Enfin, une rivalité existait au sein de la Propaganda entre Rizal et Del Pilar, si bien que Rizal décida de se mettre en retrait pour ne pas diviser plus avant le mouvement.
Rizal réfléchissait à l’idée de la Ligue début 1892 pour promouvoir ses idées sur l’archipel. À son arrivée à Manille, il tint plusieurs réunions avec des partisans au cours desquelles il exposa son projet, et la Ligue philippine fut créée dans la nuit du 3 juillet 1892 à Tondo en présence d’une trentaine de personnes,. Rizal avait conçu pour la Ligue une « constitution » lors de son séjour à Hong Kong en 1891-1892, qui en spécifiait les buts, l’organisation interne et les règles. Une élection eut lieu pour choisir les dirigeants, avec le résultat suivant : Ambrosio Salvador (président), Agustin de la Rosa (comptable), Bonifacio Arevalo (trésorier) et Deodato Arellano (secrétaire).
La structure hiérarchisée telle qu’imaginée par Rizal est en partie inspirée de son expérience dans les loges maçonniques. L’historien Aseniero trouve aussi dans le volet économique et sociale de la Ligue une proximité avec le socialisme mutuellisme de Proudhon, qu’il a pu découvrir par l’intermédiaire de son ami et mentor Pi y Margall.

### Objectifs

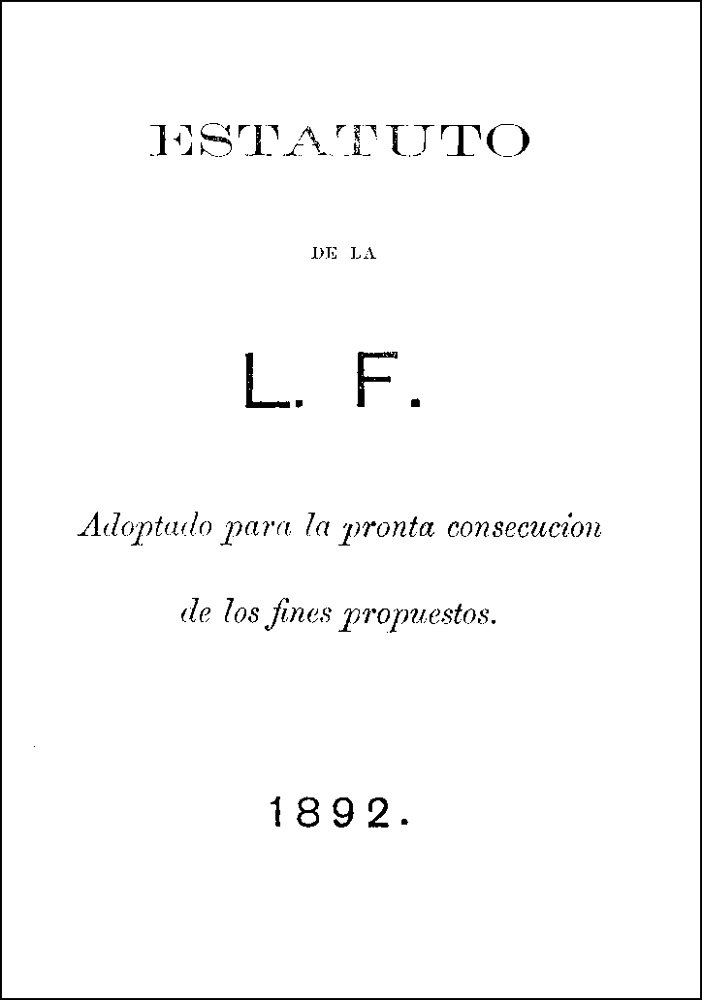
Couverture de la constitution de la Ligue.

Les buts de la Ligue tels que décrits dans la constitution étaient, :
1. l’unification politique de l’archipel ;
2. la protection mutuelle entre les membres ;
3. la défense contre tout acte de violence ou injustice ;
4. le développement de l’éducation, de l’agriculture et du commerce ;
5. l’étude et la mise en place de réformes.

L’organisation est communément décrite comme pacifique et légaliste, n’appelant ni à l’insurrection, ni à l’indépendance, mais à des réformes démocratiques dans la lignée de la Propaganda. Elle avait aussi pour ambition d’impliquer directement la population en prônant la solidarité, l’éducation et l’entraide économique,,,,. Des historiens comme Schumacher, Corpuz et Guerrero décrivent plutôt la Ligue comme séparatiste, ayant pour but de favoriser l’émergence d’une nation philippine et de préparer la population à se gouverner elle-même, tant par l’éducation que par la constitution de comités locaux à travers l’archipel,,.

### Arrestation de Rizal
Les Espagnols, qui se méfiaient de Rizal, saisirent l’occasion de son retour pour le surveiller et pour juger de l’ampleur de ses soutiens. Rizal rencontra le gouverneur général Eulogio Despujol à plusieurs reprises pour demander la grâce de sa famille (qu’il obtint), ainsi que pour lui exposer les réformes politiques qu’il préconisait. Cependant, les Espagnols trouvèrent dans les bagages de Rizal des écrits anticoloniaux et anticléricaux, si bien que Despujol ordonna son arrestation le 6 juillet 1892, à peine quelques jours après la création de la Ligue, puis son exil à Dapitan sur l’île de Mindanao, loin au sud de Manille,,.
Cet exil porta un dur coup à la Ligue, qui connut toutefois un second souffle grâce aux efforts de Domingo Franco et d’Andrés Bonifacio, ce dernier créant notamment plusieurs chapitres à Manille. Les objectifs de l’organisation évoluèrent pour inclure le soutien financier de La Solidaridad, journal libéral créé par les Propagandistes en Espagne, où les voix réformistes peuvent s’exprimer,. Durant cette seconde phase de l’histoire de la Ligue, Domingo Franco en fut élu président, Deodato Arellano secrétaire-trésorier, Isidro Francisco comptable, et Apolinario Mabini secrétaire.

### Fin de la Ligue

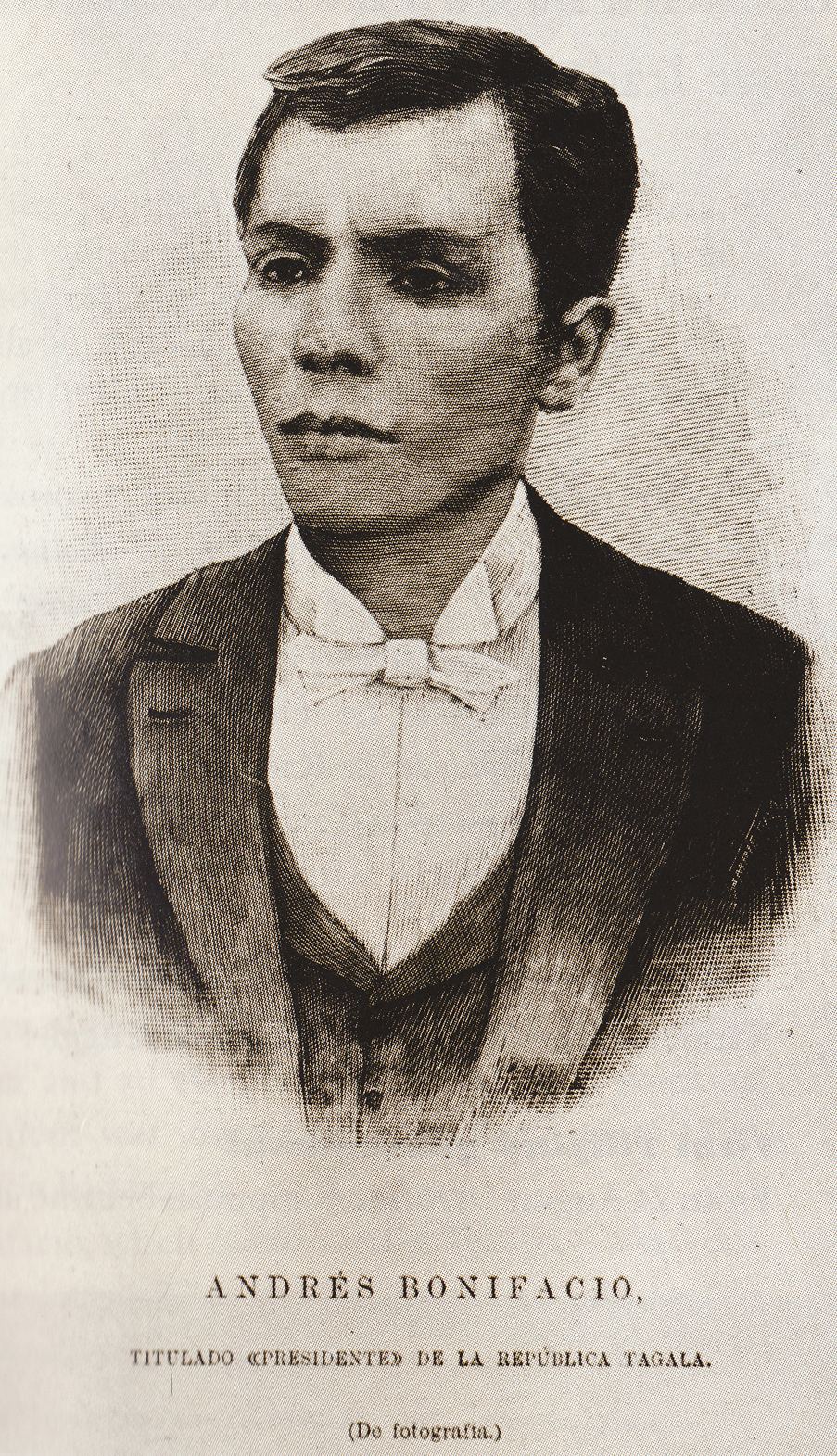
Andrés Bonifacio, membre de la Ligue philippine qui créa ensuite le Katipunan.

Des dissensions naquirent entre les partisans d’une ligne radicale et ceux d’une ligne réformiste. Les premiers étaient de moins en moins convaincus qu’une réforme pacifique de la colonie est possible et montraient des réserves quant à l’utilité de financer La Solidaridad ; Bonifacio, un des tenants de cette ligne, avait d’ailleurs créé le Katipunan, une organisation clandestine et révolutionnaire, au lendemain de l’arrestation de Rizal. Les seconds souhaitaient continuer leur militantisme pacifique et s’inquiétaient de la radicalisation du mouvement. Les deux parties se séparèrent donc d’un commun accord en 1893.

## Legs historiques
Les tenants de la ligne réformiste créèrent le Cuerpo de Compromisarios qui perpétua un temps les objectifs initiaux de la Ligue, dont le soutien à La Solidaridad, tandis que les radicaux continuèrent leur activité au sein du Katipunan. La Ligue philippine apparaît donc comme le principal précurseur du Katipunan, de nombreux membres ayant milité au sein des deux organisations (ce fut en particulier le cas du fondateur, Andrés Bonifacio),. In fine, ce fut le Katipunan qui déclencha la révolution philippine, plaçant la Ligue comme un des jalons menant à l’insurrection. Ironiquement, si Rizal ne joua pas de rôle direct dans l’éclatement de l’insurrection armée, la révolution lui coûta la vie, les Espagnols l’exécutant le 30 décembre 1896